# Prosopocera cretacea
Prosopocera cretacea là một loài bọ cánh cứng trong họ Cerambycidae.